# 서울 지하철 7호선 방화 사건
서울 지하철 7호선 방화 사건(-地下鐵七號線放火事件)은 2005년 1월 3일 오전 7시경 가리봉역(현 가산디지털단지역)을 지나 온수역 방면으로 향하던 전동차 객실 내에서 방화범이 노약자석 인근에 인화 물질을 붓고 불을 붙임으로서 객차 3량이 전소되고 1명의 인명피해(경상)를 야기한 사고다.

## 개요
2005년 1월 3일 오전 7시경 서울 지하철 7호선 철산역 부근에서 온수 방면으로 달리던 752편성 온수행 전동차의 객실에서 50대로 추정되는 남자가 가연성 액체를 노약자석 쪽에 붓고 불을 질러 객실 내부가 불길에 휩싸였고 이 과정에서 60대 여성이 화상을 입고 근처 병원으로 이송되어 치료를 받았다. 사고가 발생한 직후 역 직원에 의해 소화기로 1차 진화를 한 후 승객들을 긴급대피시켰고 급히 대피 회송중인 전동열차는 진화가 덜 된 상태에서 다시 발차하였다. 사고 전동차는 당시 불연 내장재로 구성되어 있지 않은 초창기의 가연성 소재로 구성되어 있어서 화재의 규모가 점점 커졌고 결국 객차 3량을 전소시킨 후 광명사거리역 구내 대피선로에서 간신히 진화되었다.

## 인명 및 재산 피해
열차 승객인 60대 여성 한 명만 가벼운 화상을 입었을 뿐 그 외의 인명피해는 없었다. 하지만 차량 기지로 긴급 회송되던 전동차는 사고 객차에서 다시 발화하여 객차 3량으로 번져 전소되는 바람에 약 20여 억원의 재산피해를 야기하였다.

## 사고 여파
사고를 당한 전동차는 3량이 소실되어 운행이 불가능하게 되었다. 한동안 운행불가 상태로 차량 기지에 보관하던 중 사고 객차와 같은 모델인 8호선 822편성을 7호선으로 차출, 822편성에서 객차 3량을 분리 후 사고 편성에 재편성하여 정상 운행하고 있다.
또한, 전소된 객차 3량 중 운전실 객차는 현재 도봉차량사업소에서 열차운행 체험실로 리모델링되어 사용 중이고, 나머지 두대는 사고에 대한 교훈의 의미로 영구 보존되어 현재에 이른다.
대구 지하철 참사가 발생한 이후 전국 지하철에서는 불연재 개조 작업이 진행되고 있었지만, 사고 차량의 경우 아직 불연재 개조가 이루어지지 않아 불길이 훨씬 빠르게 번지는 결과를 가져왔다. 이 사고 이후 불연재 개조 작업에 속도가 붙어 2006년까지 서울도시철도공사의 모든 전동차는 불연재 개조가 완료되었다.

## 같이 보기
- 대구 지하철 화재 참사
- 서울 지하철 3호선 방화 사건

## 참고 자료
- 지하철 7호선 방화, 일부구간 운행 중단 (2005년 1월 3일, SBS뉴스 보도)
- 지하철 7호선 전동차서 방화추정 화재(종합)(2005년 1월 3일, 연합뉴스 보도)
- 지하철 7호선 방화 피의자 구속 (2005년 2월 20일 mbn
- 또 지하철 화재 '아찔'...서울 7호선 출근길 방화 (2005년 1월 3일, 한국경제 사회면)
- [수도권]지하철 7호선 방화 전동차 도시철도公 영구 보존키로 (2005년 1월 19일, 동아닷컴)
- 서울지하철 7호선 방화 용의자 배낭에 라이터 15개 40代 검거 (2005년 1월 4일, 국민일보)
- 출근길 지하철 7호선 방화 '대피소동' (2005년 1월 3일, SBS뉴스)
- 지하철 7호선 방화…아직도 허술한 防災 (2005년 1월 3일, 국민일보)